# Гідрокодон
Гідрокодон (англ. Hydrocodone, лат. Hydrocodonum) — напівсинтетичний лікарський засіб, що належить до групи опіоїдних анальгетиків, який утворюється у процесі метаболізу кодеїну. Гідрокодон переважно застосовується перорально, рідше інтраназально і ректально. Гідрокодон уперше синтезований у 1920 році в Німеччині Карлом Манніхом і Геленою Левенгайм. Гідрокодон застосовується як самостійний препарат, так і в комбінації з ібупрофеном, парацетамолом, гвайфенезином та низкою інших лікарських препаратів, в Україні та низці інших країн відомий як одна із складових частин препарату вікодин, відомого за серіалом про доктора Хауса.

## Фармакологічні властивості
Гідрокодон — напівсинтетичний лікарський засіб, що належить до групи опіоїдних анальгетиків та є похідним кодеїну. Механізм дії препарату полягає у стимулюванні опіатних рецепторів без ефекту інгібування якогось із підвидів опіатних рецепторів. Наслідком цього є блокування міжнейронної передачі больових імпульсів у різних відділах ЦНС, включно з корою головного мозку та спинним мозком. Гідрокодон застосовується при вираженому больовому синдромі, а також у комбінації з іншими препаратами як протикашлевий засіб. Проте гідрокодон спричинює розвиток залежності, не нижчої, ніж після застосування інших опіоїдів, і за оцінками американських дослідників, він займає друге місце в США після оксикодону за кількістю зловживань наркотичними анальгетиками.

### Фармакокінетика
Гідрокодон швидко й добре всмоктується після перорального застосування, розпочинає діяти препарат уже за 10—20 хвилин, максимальна концентрація в крові при застосуванні таблеток із стандартним вивільненням досягається протягом 1,3—1,7 години. Біодоступність препарату складає лише 25 % у зв'язку з ефектом першого проходження через печінку. Препарат погано зв'язується з білками плазми крові. Гідрокодон проникає через гематоенцефалічний бар'єр, через плацентарний бар'єр, та виділяється в грудне молоко. Метаболізується препарат у печінці з утворенням кількох активних метаболітів. Виводиться препарат із організму у вигляді метаболітів переважно із сечею. Період напіввиведення гідрокодону в препаратах із стандартним вивільненням становить 3,3—4,4 години.

## Покази до застосування
Гідрокодон застосовується при больовому синдромі різної етіології, що потребує застосування наркотичних анальгетиків, а також у комбінації з іншими препаратами як протикашлевий засіб.

## Побічна дія
При застосуванні гідрокодону нерідко спостерігаються серйозні побічні ефекти, зокрема алергічні реакції із задишкою, звуженням дихальних шляхів і бронхоспазмом, набряком обличчя і губ, шкірним висипом; пригнічення дихання; загальна слабкість, запаморочення; гіпергідроз; судоми; втрата свідомості; жовтяниця; кровотечі, утворення гематом; менш небезпечними побічним явищами при застосуванні препарату є запор, сухість у роті, нудота, блювання, зниження апетиту, м'язові спазми, свербіж шкіри. затримка сечопуску, зниження лібідо.

## Протипокази
Гідрокодон протипоказаний при підвищеній чутливості до препарату, вираженому пригніченні дихання, легеневому серці, важкій бронхіальній астмі, паралітичній кишковій непрохідності або затримці спорожнення шлунку, дітям до 6 років.

## Форми випуску
Гідрокодон випускається у вигляді таблеток і желатинових капсул по 0,005; 0,01; 0,015; 0,02; 0,03; 0,04; 0,05; 0,06; 0,08; 0,1; і 0,12 г; розчину та сиропу для перорального застосування; та комбінованих препаратів з парацетамолом, ібупрофеном, ацетилсаліциловою кислотою, гвайфенезином, гоматропіном, мепіраміном, феніраміном, фенілпропаноламіном, фенілефрином, доксиламіном, етафедрином, бромфеніраміном, псевдоефедрином, ГАМК, діазепамом і трамадолом.